# Чёрная дыра BTZ
Чёрная дыра BTZ (по именам авторов Máximo Bañados, Claudio Bunster, Jorge Zanelli) — чёрная дыра решения для топологической гравитации (2+1)-измерений с отрицательной космологической постоянной.

## Беззарядовый случай
При отсутствии заряда метрика может быть записана
{\displaystyle ds^{2}=-{\frac {(r^{2}-r_{+}^{2})(r^{2}-r_{-}^{2})}{l^{2}r^{2}}}dt^{2}+{\frac {l^{2}r^{2}dr^{2}}{(r^{2}-r_{+}^{2})(r^{2}-r_{-}^{2})}}+r^{2}\left(d\phi -{\frac {r_{+}r_{-}}{lr^{2}}}dt\right)^{2}}
где {\displaystyle r_{+}}, и {\displaystyle r_{-}} - радиусы чёрной дыры, {\displaystyle l} - радиус пространства AdS3. Масса и угловой момент:
{\displaystyle M={\frac {r_{+}^{2}+r_{-}^{2}}{l^{2}}},~~~~~J={\frac {2r_{+}r_{-}}{l}}}
BTZ-дыра в отсутствие заряда локально изометрична антипространству де Ситтера. Если говорить более точно то это орбиобразие накрытия AdS3.